# Pietinen
Pietinen är en sjö i kommunen Äänekoski i landskapet Mellersta Finland i Finland. Sjön ligger 148,8 meter över havet. Arean är 52 hektar och strandlinjen är 5,95 kilometer lång. Sjön  ingår i Kymmene älvs huvudavrinningsområde.   Den ligger omkring 36 kilometer norr om Jyväskylä och omkring 270 kilometer norr om Helsingfors. 